# Omri Katz
Omri Haim Katz (Los Angeles, 30 maggio 1976) è un attore statunitense.

## Biografia

### Carriera
Ha recitato in Dallas e nel film televisivo Dallas: il ritorno di J.R., interpretando John Ross Ewing III, un personaggio ricorrente; ha anche partecipato a diversi film, tra cui Hocus Pocus e Matinée.

### Riconoscimenti
Nel corso della sua attività Katz ha conseguito importanti e prestigiosi riconoscimenti che ne attestano il valore: ha vinto il Soap Opera Digest Award giovanissimo, nel 1984, oltre ad aver conseguito 6 nomination, negli anni dal 1985 al 1988, e ancora nel 1992 e 1994.

## Filmografia parziale
- Dallas, 133 episodi (1983 - 1991)
- Simon & Simon, episodio "Yes, Virginia, There Is a Liberace" (1984)
- Zorro, episodio "Al lupo! Al lupo!" ("The Man Who Cried Wolf ") (1991)
- Gli acchiappamostri (Eerie, Indiana), 19 episodi (1991 - 1992)
- Un raggio di luna per Dorothy Jane (The Torkelsons), episodio "Double Date" (1992)
- Dinosauri (Adventures in Dinosaur City) (1992)
- Matinée (1993)
- Hocus Pocus (1993)
- The John Larroquette Show, 6 episodi (1993 - 1995)
- Dallas: il ritorno di J.R. (Dallas: J.R. Returns) (1996)
- Freaks and Geeks, episodio "Tests and Breasts'" (1999)
- General Hospital, 1 episodio (2000)
- Journey Into Night (2002)
- Barbari (serie televisiva Netflix 2021)